# Kamienna Wola (województwo mazowieckie)
Kamienna Wola – wieś w Polsce położona w województwie mazowieckim, w powiecie przysuskim, w gminie Odrzywół. Wieś ma status sołectwa.
W latach 1975–1998 miejscowość administracyjnie należała do województwa radomskiego.
W Kamiennej Woli znajdują Warsztaty Terapii Zajęciowej prowadzone przez "Fundację Admar" się  oraz siedziba koła gospodyń wiejskich.
Z Kamiennej Woli wywodzi się legendarny skrzypek Jan Bogusz.
Wierni Kościoła rzymskokatolickiego należą do parafii św. Jadwigi w Odrzywole.